# ゲゼル・カレンダー

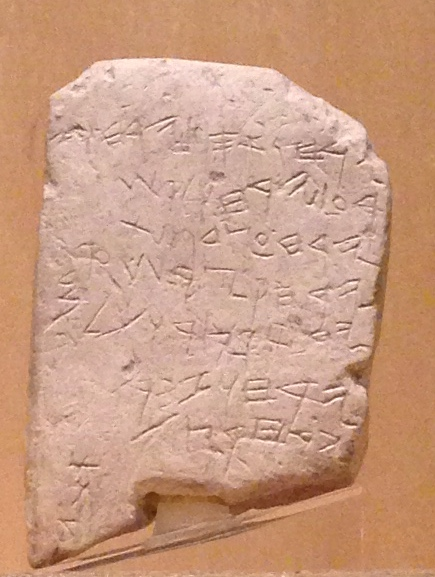
ゲゼル・カレンダー

ゲゼル・カレンダーは季節ごとの畑作業を記した農事暦。石灰石板に刻まれており紀元前1000年ごろのヘブライ語碑文であるといわれている。1908年にゲゼル遺跡から発見された。同遺跡からは、紀元前3000年ごろのものと思われる居住層や紀元前2000年ごろのものと思われる巨石列柱立などが見つかっている。
現在はイスタンブール考古学博物館が所蔵している。

## 内容
- 収穫の2月
- 播種の2月
- 遅播きの2月
- 亜麻を抜く月
- 大麦刈りの月
- 小麦の刈り入れの月
- ぶどうの収穫と手入れの2月
- 夏の果物の月